# كودورو

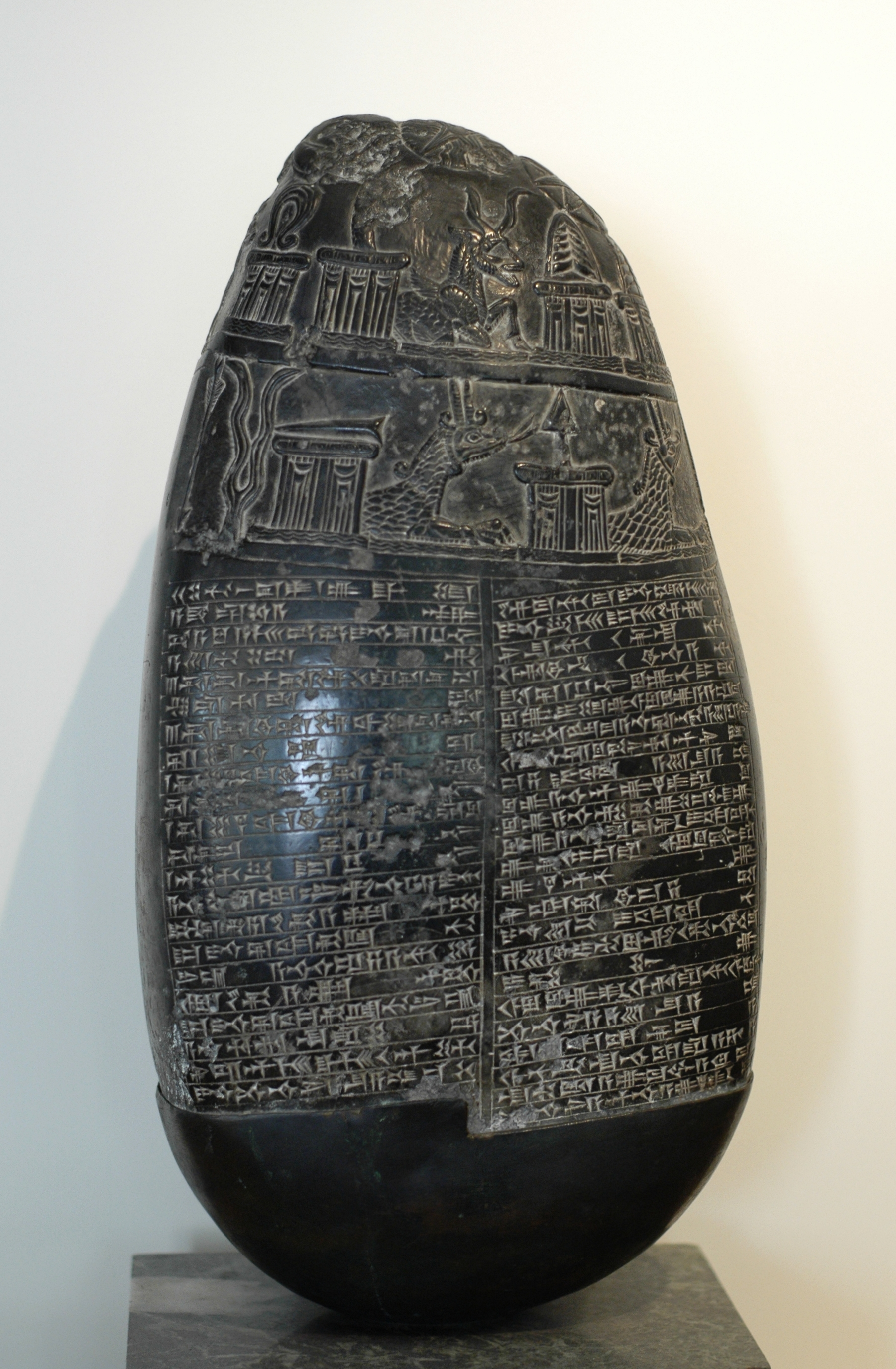
كودورو بابلي من عصر السلالة الثانية في إيسن مع ذكر مردوخ نادين آهي (1099-1082 ق م). عثر عليه أندريه ميشو بالقرب من بغداد

كودورو هو مصطلح كيشي الأصل توصف به كل من الحدود والنص الوثيقة الحجرية التي تحدد الحدود.

## الشكل والمحتوى
دُوِّنَت كلمة كودورو على نُصب حجرية مع شهادات مُلكية الأراضي الملكية، والتي غالبا ما تحتوي على وصف للمنطقة المنصوص عنها، وبالتالي أيضا حدودها. ومع ذلك، لا تسمي جميع اللوحات الملك. الجزء الثاني من النقش يحتوي على صيغ لعنة . في الجزء العلوي من اللوحات، عادة ما تكون هناك رموز للآلهة، لكن بعض الحجارة تظهر أيضًا الهدية نفسها. الاسم الأكادي لهذه الأحجار هو نارو na 4 nar 4 نصب أو شاهدة. . يتم تفسير كودوري تقليديا على أنها حجر حدود . كما تظهر النقوش، كانت هناك أيضًا نارو كانت جزءًا من المباني. بنيت بعض هذه الحجارة «في نظر الآلهة» ، مما يشير إلى حفل تكريس. يجادل سلانسكي Slanski بشكل مقنع بوضعها في معابد.
كان حجر الحدود الرمزي ذا قيمة كبيرة، لذلك لم يكن في العراء، ولكن تم حفظه في مكان آمن. يمكن أن يكون بين 10 سم و 100 سم ارتفاعًا، ومتوسط ارتفاع الكودوروات نحو 50-60   سم، وعادة ما تحمل نقش كتابي على القمة. يتراوح طول النقش بين 39 و 390 سطرًا. بالإضافة إلى ذلك، كانت تنقش شعارات الآلهة، والتي كانت مماثلة للآلهة المذكورة في النص. كانت على شكل نصب مدورة من الأعلى.
يتضمن النص نفسه تخصيص منطقة لشخصية رفيعة المستوى في البلد. عادةً ما يتم تضمين المستوطنات المسماة مع الموظفين في نص الكودورو. إذ أن الكودورو صك ملكية. في النقوش الأخرى، يتلقى الممنوح الحق في أن يزود المعبد بالطعام والملابس. يمكن أيضا إلغاء الضرائب أو الإعفاء من السخرة للتاج. ويعتقد أن هذه الهدايا كانت وراثية. بمرور الوقت، يجب أن يكون الملوك الكيشيون قد فقدوا أراضًا ضخمة وإيرادات ضريبية من هذه الهدايا.
ومع ذلك، ظلت الأرض المعفاة من الضرائب ملكًا للشخص الذي منحها كوديعة لشخص مودوعة عنده . نادراً ما تستخدم الكودورات كوثائق تقاضي في النزاعات على الأراضي.
صنعت الكودورات في بابل منذ نهاية الالف الثاني إلى منتصف الأول قبل الميلاد. إذا تم تكسير حجر، فيمكن صنع آخر كبديل، يوثق ذلك بنقش من فترة نازي ماروتاش. ذكرت الكودورات لأول مرة بعهد كوريغالزو الأول في القرن 14 قبل الميلاد ومن الممكن أن استخدامها أقدم من ذلك. يمثل نظام الكودورو في البداية تخصيصًا للمناطق والاقاليم. في وقت لاحق، أثناء عهد نبوخذ نصر الأول ، كانت النصوص مزودة بأسباب تخصيص الأرض، مثل النص: شيتي مردوخ Šitti Marduk ، الذي هزم الأموريين وأخذ الفريسة من الكيشيين . تحتوي بعض الكودورات أيضًا على معلومات تاريخية تتعلق بالظروف التي تلقى فيها المتلقي الهدية.
هناك حوالي 160 من الكودورات معروفة حاليا. حوالي 20 منها من بابل وثلاثة من كيش ، ما يقرب من ثلث جميع الكودورات المعروف أتت من سوسة ، حيث نقلهاشوتروك ناخونته الثاني جنبا إلى جنب مع وثائق مكتوبة أخرى، مثل مسلة حمورابي وشاهدة من نارام سين في القرن 12 ق.م. من المحتمل أنها كانت موضوعة في فناء معبد إنشوشيناك Inšušinak (القطعان 7 و 7α في الحفريات من عام 1898)  ما يعني أنه كان لها أهمية رمزية كبيرة. أضيفت نقوش عيلامية في بعض الأحيان. يفترض سلانسكي أن هذه اللوحات المسروقة من المعابد البابلية. الحجارة الباقي أتت من تجارة الفن ومكانهم الأصلي غير معروف.
في نقش على كودورو من عهد ميلي شيباك الثاني يسمى الإله بانيجارا Panigarra بوصفه رب الكودورو.

## الوظيفة
فسر هينك W. J. Hinke رموز الإله على الكودورو كعلامات البروج . وحاول تومن V. S. Tuman تحديد مجموعات النجوم واستخدامها لتأريخ الكودوروات.

## جزء من اسم
كان تعبير كودوري Kudurri جزء من لقب الحكام، لكن ليس له أي شيء مشترك مع الحجر الحدودي / الحدود . مصطلح كودوري في لقب الحكام هو مصطلح في اللغة العيلامية / الأكادية ويعني البكر أوالابن الأكبر . من الصيغة الأساسية لكودورو و ناسارو nasaru جاء استخدام كودوري و اس.اور.us.ur كمادة مضافة في لقب الحاكم : حمى الإله نابو الابن الأكبر kudurri و us.ur = الإله نابو يحمي / يحفظ البكر / ابني الأكبر. 

## تاريخ البحث
تم اكتشاف أول كودورو في عام 1788 من قبل المسافر الفرنسي أنطوان ميشو Antoine Michaux جنوب بغداد وتم تسليمه إلى المكتبة الوطنية الفرنسية . أصبح يعرف باسم حجر ميشو Caillou Michaux . يعود تاريخ الحجر إلى عهد مردوخ نادين أهي ( 1099-1082 ق.م).

## أدبيات الموضوع
- ليونارد ويليام كينج: الحدود البابلية الحجارة والأقراص التذكارية في المتحف البريطاني . ونغمانز، لندن 1912  .
- جون أ. برينكمان، ستيفاني دالي: الملك كودورو من عهد أشور-نادين-شومي . في: مجلة الآشوريات وآثار الشرق الأدنى 78 ، 1988 ISSN 0084-5299 ، الصفحات 76-98.
- أورسلا سيدل : النقوش البابلية كودورو. رموز آلهة بلاد ما بين النهرين . Universitätsverlag et al.، Freiburg 1989، ISBN 3-7278-0603-6 ( Orbis biblicus et orientalis 87).
- جيريمي أ. بلاك، تينا بريكوولدت: قاموس موجز للغة الأكادية . 2. تصحيح الضغط. Harrassowitz، Wiesbaden 2000، ISBN 3-447-04264-8 ( SANTAG 5).
- كاثرين سلانسكي: التصنيف والتاريخ والسلطة الأثرية. البابلي استحقاق ناروس (كودورس) . في: مجلة الدراسات المسمارية 52 ، 2000 ISSN 0022-0256 ، ص. 95-114.
- فرانز إكس شتاينميتزر: The Kudurru Babylon (Kudurru) (الحدود الحجارة) كنموذج للوثيقة . Schöningh ، بادربورن 1922 ، ( دراسات عن تاريخ وثقافة العصور القديمة 11 ، 4/5 ZDB -ID 510174-8 ).

## دليل المواقع
- صورة مقربة لكودورو لميلي شيبك 1181-1167 قبل الميلاد . (متحف اللوفر)